# José María Sánchez Lage
José María Sánchez Lage (Buenos Aires, Argentina. 11 de mayo de 1931 - Buenos Aires, Argentina. 31 de diciembre de 2004), más conocido como Sánchez Lage, fue un ex-futbolista argentino. Jugaba de delantero y su primer club fue River Plate.

## Carrera
Comenzó su carrera en 1950 jugando para River Plate. Jugó para el club hasta 1951. En ese año se fue cedido a Banfield, en donde jugó hasta 1953. En 1954 se pasó a Huracán, en donde se quedó hasta 1955. Ese año regresó a River Plate. Jugó para el equipo hasta el año 1957. En 1958 se pasó a Atlanta. En ese año se fue a España para jugar en el Real Oviedo. Jugó para ese club hasta 1963. En ese año se pasó al Valencia CF, en donde estuvo hasta el año 1966. En ese año se fue al Deportivo La Coruña, jugando ahí hasta 1967. En ese año se pasó a las filas del Levante UD, en donde estuvo hasta 1968. Ese año, tras jugar 10 años en España, se retiró del fútbol.

## Clubes
| Club                | País      | Año         |
| ------------------- | --------- | ----------- |
| River Plate         | Argentina | 1950 - 1951 |
| Banfield            | Argentina | 1951 - 1953 |
| Huracán             | Argentina | 1954 - 1955 |
| River Plate         | Argentina | 1955 - 1957 |
| Atlanta             | Argentina | 1958        |
| Real Oviedo         | España    | 1958 - 1963 |
| Valencia CF         | España    | 1963 - 1966 |
| Deportivo La Coruña | España    | 1966 - 1967 |
| Levante UD          | España    | 1967 - 1968 |
|                     | Argentina |             |